# Empis digramma
Empis digramma là một loài ruồi trong họ Empididae. Loài này dài 5–7,5 milimét (0,2–0,3 in).